# Novosedly (okres Strakonice)
Novosedly jsou obec v okrese Strakonice v Jihočeském kraji. Leží necelých osm kilometrů západně od Strakonic. Žije v ní 338 obyvatel. Leží při západním okraji Strakonické kotliny na Novosedelském potoce; probíhá jí silnice II/172 (Katovice – Strašín).

## Historie
První písemná zmínka o obci pochází z roku 1227.

## Obyvatelstvo
| Rok            | 1869 | 1880 | 1890 | 1900 | 1910 | 1921 | 1930 | 1950 | 1961 | 1970 | 1980 | 1991 | 2001 | 2011 | 2021 |
| -------------- | ---- | ---- | ---- | ---- | ---- | ---- | ---- | ---- | ---- | ---- | ---- | ---- | ---- | ---- | ---- |
| Počet obyvatel | 628  | 657  | 644  | 638  | 663  | 632  | 576  | 451  | 442  | 424  | 395  | 359  | 338  | 348  | 330  |
| Počet domů     | 90   | 103  | 107  | 108  | 108  | 112  | 114  | 121  | 112  | 113  | 111  | 131  | 139  | 130  | 147  |

## Obecní správa
Obec sestává ze tří základních sídelních jednotek a jim odpovídajících katastrálních území:
- Koclov (1,97 km², 28 domů, 63 obyvatel)
- Novosedly (k. ú. Novosedly u Strakonic; 5,39 km², 102 domů, 268 ob.)
- Sloučín (1,08 km², 9 domů, 7 ob.)

(údaje ze sčítání lidu 2001)

### Obecní symboly
Znak a vlajka byly obci uděleny rozhodnutím předsedy Poslanecké sněmovny Parlamentu České republiky dne 19. listopadu 2009.

## Pamětihodnosti[7]
- Boží muka směrem na Volenice
- Socha svatého Jana Nepomuckého na mostě
- Kaple svatého Vojtěcha (před rokem 1837)
- Usedlost čp. 21
- Usedlost čp. 30

## Galerie

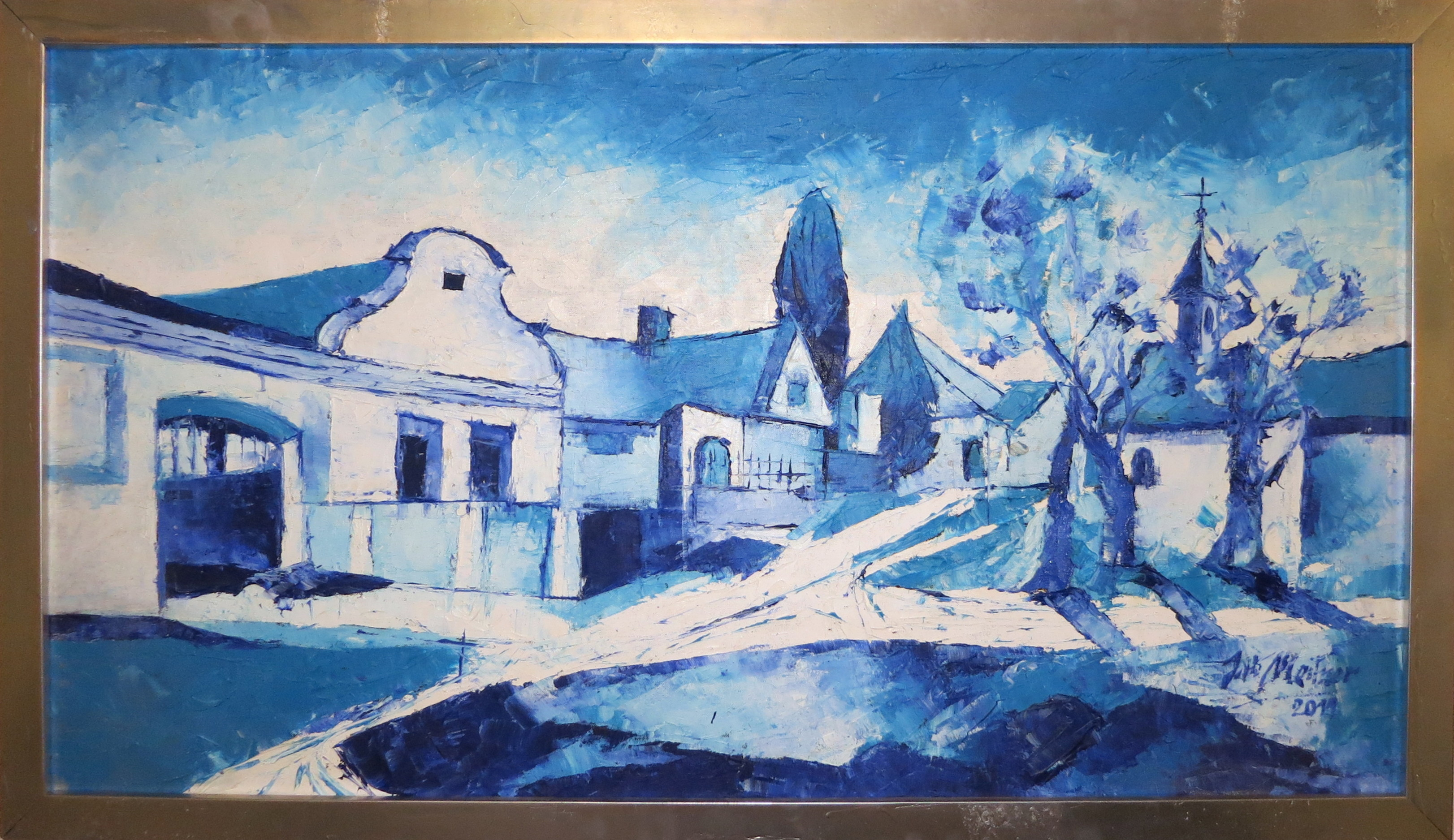
Pokus o Novosedly, olej, plátno, 95,5 × 54, 2011, Jiří Meitner